# Ciuchici (gmina)
Ciuchici − gmina w Rumunii, w okręgu Caraș-Severin. Obejmuje miejscowości Ciuchici, Macoviște, Nicolinț i Petrilova. W 2011 roku liczyła 1338 mieszkańców.